# Cyrtodactylus sanook
Espèce
Cyrtodactylus sanook est une espèce de geckos de la famille des Gekkonidae.

## Répartition
Cette espèce est endémique de la province de Chumpon en Thaïlande. Elle a été découverte dans la grotte Tham sanook.

## Description
Cyrtodactylus sanook mesure jusqu'à 79,5 mm, sans la queue

## Étymologie
Son nom d'espèce lui a été donné en référence au lieu de sa découverte, la grotte Tham sanook.

## Publication originale
- Pauwels, Sumontha, Latinne & Grismer, 2013 : Cyrtodactylus sanook (Squamata: Gekkonidae), a new cave-dwelling gecko from Chumphon Province, southern Thailand. Zootaxa, no 3635 (3), p. 275–285.